# Гіперакузія
Гіперакузія — це аномально гострий слух або (і) хвороблива чутливість до звуків. 
Слух людини перевіряється при частоті 125 Гц. Людина з гіперакузією може чути звуки частотою 20-100 Гц. При цьому люди з нормальним слухом не чують ті ж звуки, або, якщо звук більше 50 Дб, чують його як тихий. Людина ж з гіперакузією, чує його як гучний. Люди з музичним слухом можуть не чути той самий звук, що чує людина з гіперакузією, але вони при цьому звуці можуть відчувати тиск на барабанну перетинку.
Для багатьох тварин і птахів це природна здатність, яка досягає такої чутливості, що вони чують низькочастотні звуки руху кори Землі перед землетрусом і зазадалегідь тікають з цього місця. Людина з гіперакузією також може почути ці звуки і відреагувати так само.
Деякі звуки негативно впливають на людину з такою чутливістю, завдаючи йому неймовірні страждання, що може діагностуватися як мізофонія.